# 麥金萊瀑布州立公園
麥金萊瀑布州立公園(McKinney Falls State Park)位於美國 德克薩斯州首府奧斯汀市的西南邊緣上，離機場很近。地理上，它位於德州丘陵地帶的東部邊緣，洋蔥小溪(Onion Creek)從公園流過。過去在1800s時是麥金萊的牧場，後由其子孫捐獻給德州州政府建成州立公園。由於公園就在奧斯汀內，對市民的戶外休閒活動帶來很大方便。公園大閘每晚十點關門，除搭帳棚露營者外所有人必須在十點前離開。

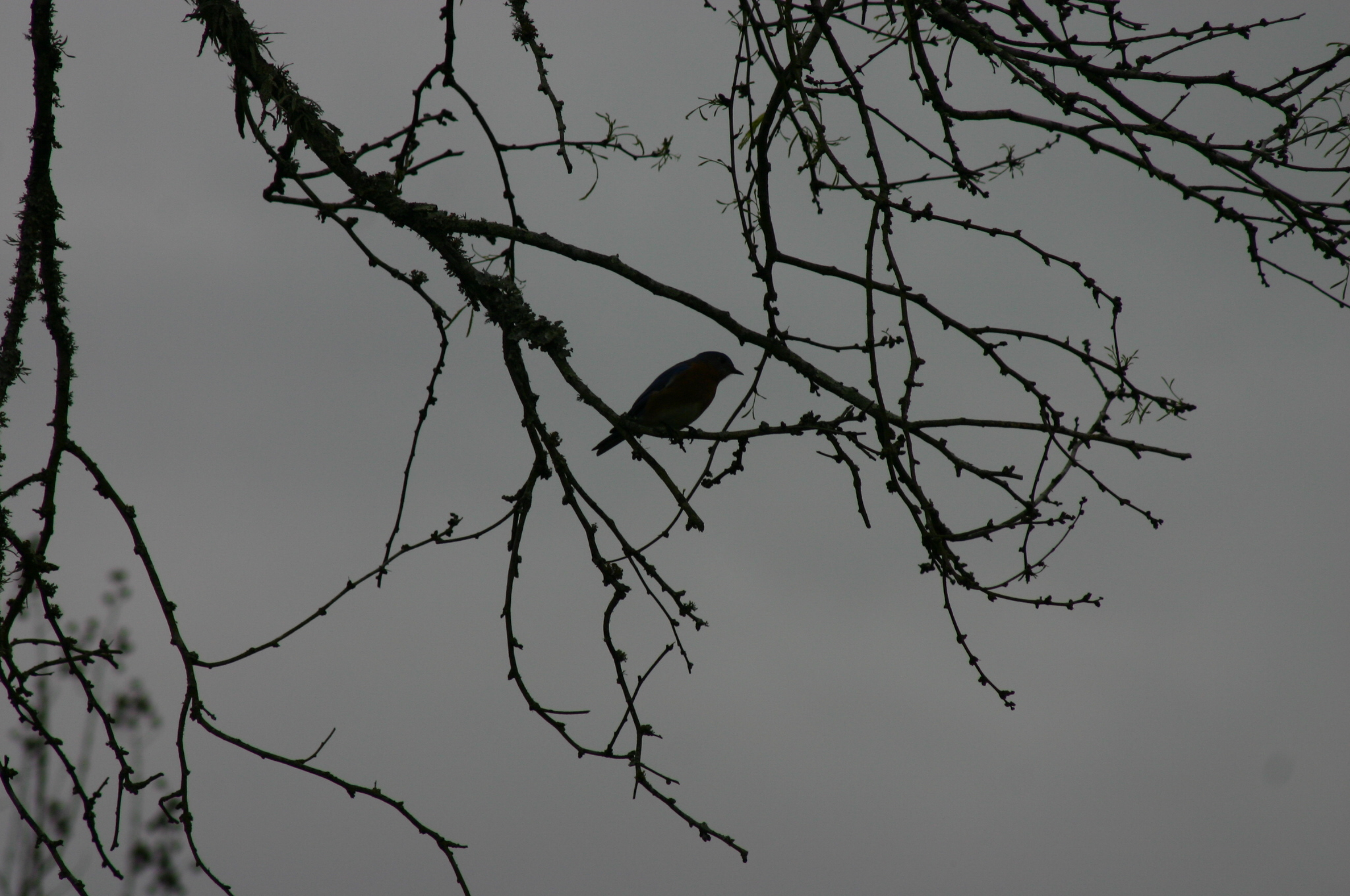
日暮時的麥金萊瀑布州立公園

公園內有兩道瀑布：上麥金萊瀑布(Upper McKinney Fall)和下麥金萊瀑布(Lower McKinney Fall)，春天時水勢較大，其餘時候水小得不太像瀑布。公園管理局定期抽查水質，因此只要沒有貼出像細菌含量過高等危險警告，而天氣又合適，兩處瀑布底就都有人游泳。公園有三條散步徑，第一條從上麥金萊瀑布出發，繞著搭帳棚的營地外圍轉一圈，經過麥金萊過去的馴馬場遺跡，總共有3英里長（約合5公里），為混凝土路；第二條從上麥金萊瀑布處的遊客中心通往下麥金萊瀑布，經過印地安土著曾賴以生存的洞穴，來回全長0.8英里（約合1.3公里），為土路；第三條從下麥金萊瀑布的對岸出發（也就是說，遊客必須先從瀑布頂端淌水過河才可抵達），經過麥金萊的居所遺跡和磨穀場遺跡，繞一圈總共3英里長（約合5公里），為土路。每天都有許多人在這些小徑上散步、慢跑、騎越野自行車、蹓狗等。
春天的時候這裏遍地野花，當然少不了德州州花Bluebonnet；夏天時河邊綠樹成陰，嬉水聲此起彼伏；到秋高氣爽時，這裏落葉紛紛；及至冬天時，這裏還是氣候溫和，適合戶外活動。公園裏有白尾鹿、蛇、蜘蛛、蚱蜢、火蟻等。離河近的地方樹木長得又高又茂盛，設有許多野餐用的桌椅；離河遠的地方就有許多仙人掌，別是一番景象。

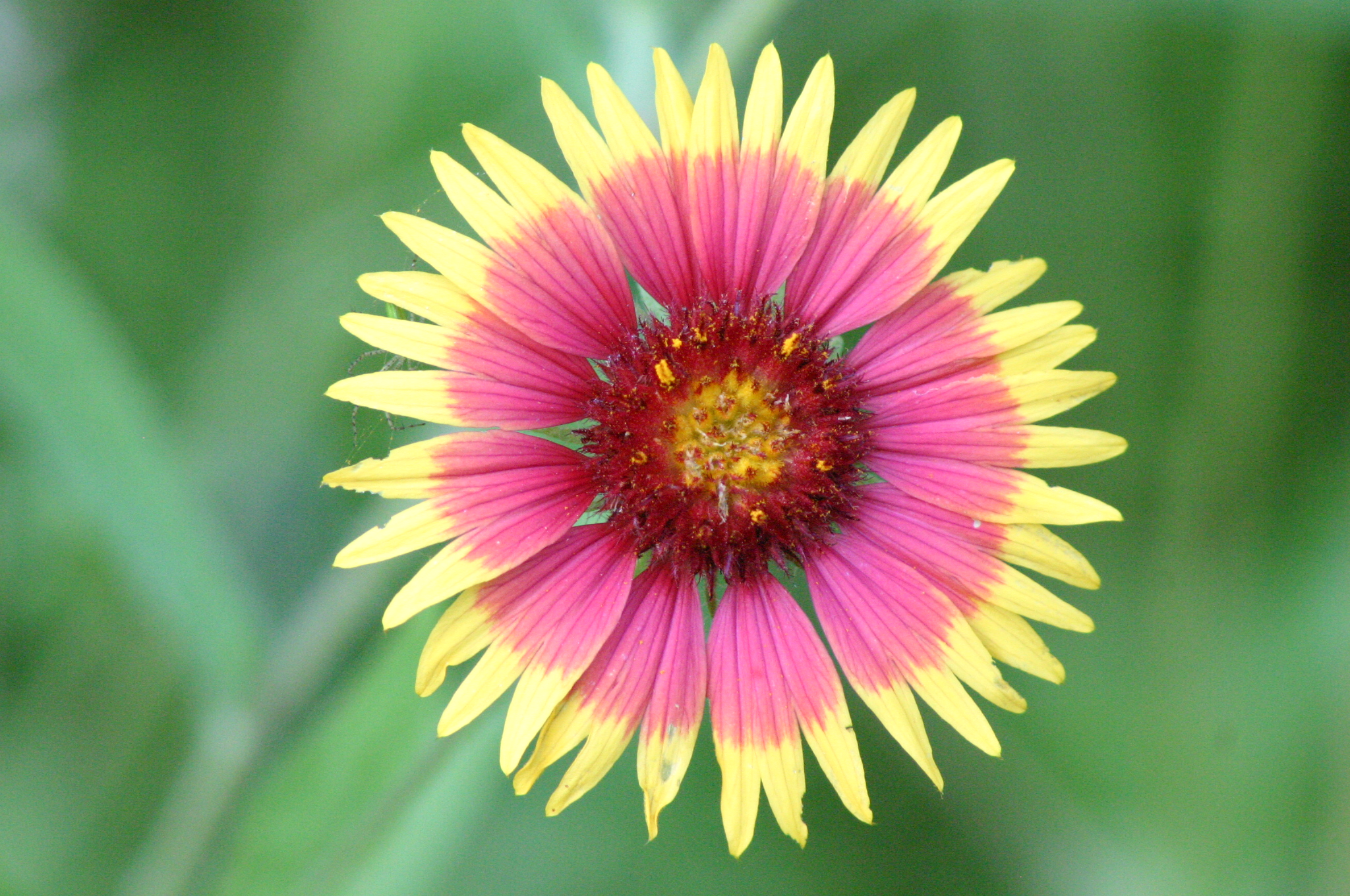
Gaillardia pulchella 公園裏攝得的野花
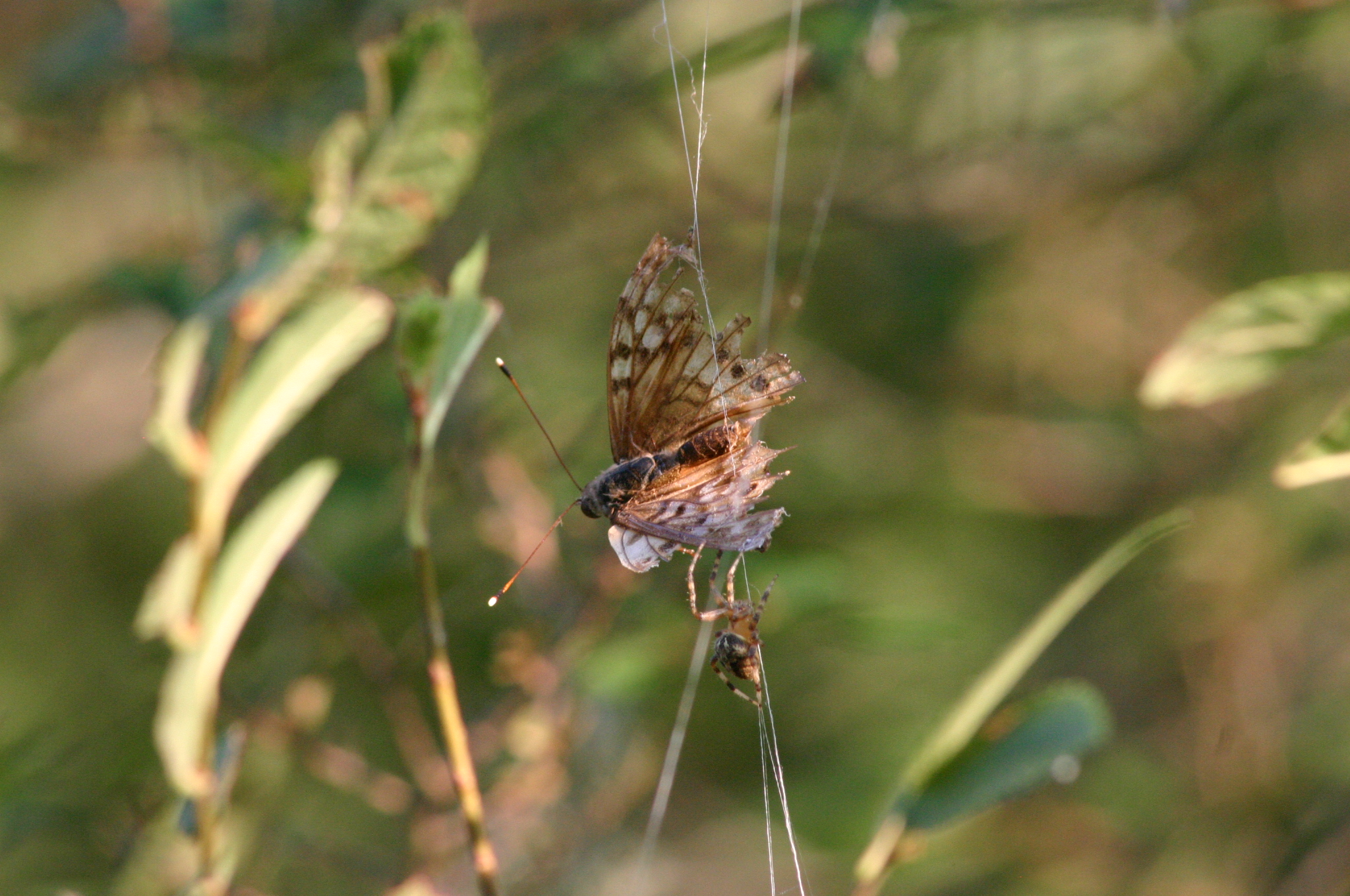
公園裏攝得的蜘蛛

## 外部連結
麥金萊瀑布州立公園的官方網頁（英文） （页面存档备份，存于）